# Lectio semicontinua
Lectio semicontinua je způsob výběru perikop z Bible pro čtení při bohoslužbách spočívající v postupném čtení určité biblické knihy na pokračování, při němž se však – na rozdíl od lectio continua – některé pasáže přeskakují. Uplatňuje se zejména v liturgickém mezidobí.